# 程國勝 (明朝)
程國勝（?—?），安徽人。元末明初军事将领。
其以义军元帅身份来投靠朱元璋，后升任万户，守卫南昌。曾与牛海龍夜袭陈友谅军营，后牛海龙中箭身亡，程则脱逃到金陵。后与朱元璋在潘阳大战。当时張定邊直接进攻朱元璋舰，后程國勝与韓成、陳兆先率四周军舰奋力攻击，朱元璋舰得以脱逃。后程國勝援絕后战死。由于此前南昌城中有人说程國勝已死，所以在豫章、康山兩廟中都供其祭祀。